# Europees kampioenschap voetbal mannen onder 19 - 2003 (kwalificatie)
De kwalificatie voor het Europees kampioenschap voetbal voor mannen onder 19 jaar van 2003 werd gespeeld tussen 4 september 2002 en 23 mei 2003. Er zouden in totaal 50 landen deelnemen aan de kwalificatie voor het eindtoernooi dat in juli 2003 heeft plaatsgevonden in Liechtenstein. Spelers die geboren zijn na 1 januari 1984 mochten deelnemen. Liechtenstein hoefde geen kwalificatiewedstrijden te spelen, dit land was als gastland automatisch gekwalificeerd. De overige landen speelden een kwalificatietoernooi om de resterende zeven plaatsen.

## Gekwalificeerde landen
| # | Land          | Gekwalificeerd als          | Beste prestatie   |
| - | ------------- | --------------------------- | ----------------- |
| 1 | Liechtenstein | Gastland                    | Debuut            |
| 2 | Tsjechië      | Eliteronde: Winnaar groep 1 | Groepsfase (2002) |
| 3 | Frankrijk     | Eliteronde: Winnaar groep 2 | Debuut            |
| 4 | Portugal      | Eliteronde: Winnaar groep 3 | Debuut            |
| 5 | Engeland      | Eliteronde: Winnaar groep 4 | Groepsfase (2002) |
| 6 | Oostenrijk    | Eliteronde: Winnaar groep 5 | Debuut            |
| 7 | Noorwegen     | Eliteronde: Winnaar groep 6 | Groepsfase (2002) |
| 8 | Italië        | Eliteronde: Winnaar groep 7 | Debuut            |

## Kwalificatieronde
Oostenrijk, Tsjechië, Griekenland, Portugal, Ierland en Spanje waren automatisch voor de volgende ronde geplaatst.

### Groep 1
De wedstrijden werden gespeeld tussen 12 oktober en 16 oktober in Litouwen.
| Pos | Team      | Wed | W | G | V | Ptn | DV | DT | +/− | Kwalificatie              |   | ITA | SVK | LTU | ARM |
| --- | --------- | --- | - | - | - | --- | -- | -- | --- | ------------------------- | - | --- | --- | --- | --- |
| 1   | Italië    | 3   | 3 | 0 | 0 | 9   | 9  | 3  | +6  | Geplaatst voor eliteronde |   | —   | 2–1 | 3–1 | 4–1 |
| 2   | Slowakije | 3   | 2 | 0 | 1 | 6   | 6  | 4  | +2  | Geplaatst voor eliteronde |   | —   | —   | 3–1 | 2–1 |
| 3   | Litouwen  | 3   | 1 | 0 | 2 | 3   | 7  | 6  | +1  |                           |   | —   | —   | —   | 5–0 |
| 4   | Armenië   | 3   | 0 | 0 | 3 | 0   | 2  | 11 | −9  |                           | — | —   | —   | —   |     |

### Groep 2
De wedstrijden werden gespeeld tussen 5 september en 9 september in Zweden.
| Pos | Team        | Wed | W | G | V | Ptn | DV | DT | +/− | Kwalificatie              |   | POL | SWE | CRO | BLR |
| --- | ----------- | --- | - | - | - | --- | -- | -- | --- | ------------------------- | - | --- | --- | --- | --- |
| 1   | Polen       | 3   | 2 | 1 | 0 | 7   | 2  | 0  | +2  | Geplaatst voor eliteronde |   | —   | 0–0 | 1–0 | 1–0 |
| 2   | Zweden      | 3   | 1 | 2 | 0 | 5   | 3  | 2  | +1  | Geplaatst voor eliteronde |   | —   | —   | 0–0 | 3–2 |
| 3   | Kroatië     | 3   | 1 | 1 | 1 | 4   | 2  | 2  | 0   |                           |   | —   | —   | —   | 2–1 |
| 4   | Wit-Rusland | 3   | 0 | 0 | 3 | 0   | 3  | 6  | −3  |                           | — | —   | —   | —   |     |

### Groep 3
De wedstrijden werden gespeeld tussen 3 november en 7 november in Engeland.
| Pos | Team            | Wed | W | G | V | Ptn | DV | DT | +/− | Kwalificatie              |   | ENG | MKD | ROU | MDA |
| --- | --------------- | --- | - | - | - | --- | -- | -- | --- | ------------------------- | - | --- | --- | --- | --- |
| 1   | Engeland        | 3   | 3 | 0 | 0 | 9   | 16 | 0  | +16 | Geplaatst voor eliteronde |   | —   | 3–0 | 4–0 | 9–0 |
| 2   | Noord-Macedonië | 3   | 2 | 0 | 1 | 6   | 6  | 4  | +2  | Geplaatst voor eliteronde |   | —   | —   | 4–0 | 2–1 |
| 3   | Roemenië        | 3   | 1 | 0 | 2 | 3   | 6  | 10 | −4  |                           |   | —   | —   | —   | 6–2 |
| 4   | Moldavië        | 3   | 0 | 0 | 3 | 0   | 3  | 17 | −14 |                           | — | —   | —   | —   |     |

### Groep 4
De wedstrijden werden gespeeld tussen 11 oktober en 15 oktober in Letland.
| Pos | Team      | Wed | W | G | V | Ptn | DV | DT | +/− | Kwalificatie              |   | NED | LAT | TUR | FIN |
| --- | --------- | --- | - | - | - | --- | -- | -- | --- | ------------------------- | - | --- | --- | --- | --- |
| 1   | Nederland | 3   | 2 | 1 | 0 | 7   | 8  | 1  | +7  | Geplaatst voor eliteronde |   | —   | 4–0 | 1–1 | 3–0 |
| 2   | Letland   | 3   | 1 | 1 | 1 | 4   | 3  | 5  | −2  | Geplaatst voor eliteronde |   | —   | —   | 2–0 | 1–1 |
| 3   | Turkije   | 3   | 1 | 1 | 1 | 4   | 3  | 3  | 0   |                           |   | —   | —   | —   | 2–0 |
| 4   | Finland   | 3   | 0 | 1 | 2 | 1   | 1  | 6  | −5  |                           | — | —   | —   | —   |     |

### Groep 5
De wedstrijden werden gespeeld tussen 3 oktober en 7 oktober in Azerbeidzjan.
| Pos | Team         | Wed | W | G | V | Ptn | DV | DT | +/− | Kwalificatie              |   | GER | ISR | AZE | SMR  |
| --- | ------------ | --- | - | - | - | --- | -- | -- | --- | ------------------------- | - | --- | --- | --- | ---- |
| 1   | Duitsland    | 3   | 3 | 0 | 0 | 9   | 21 | 1  | +20 | Geplaatst voor eliteronde |   | —   | 4–1 | 7–0 | 10–0 |
| 2   | Israël       | 3   | 2 | 0 | 1 | 6   | 9  | 4  | +5  | Geplaatst voor eliteronde |   | —   | —   | 4–0 | 4–0  |
| 3   | Azerbeidzjan | 3   | 1 | 0 | 2 | 3   | 3  | 11 | −8  |                           |   | —   | —   | —   | 3–0  |
| 4   | San Marino   | 3   | 0 | 0 | 3 | 0   | 0  | 17 | −17 |                           | — | —   | —   | —   |      |

### Groep 6
De wedstrijden werden gespeeld tussen 9 oktober en 13 oktober in Zwitserland.
| Pos | Team        | Wed | W | G | V | Ptn | DV | DT | +/− | Kwalificatie              |   | DEN | SUI | BUL | EST |
| --- | ----------- | --- | - | - | - | --- | -- | -- | --- | ------------------------- | - | --- | --- | --- | --- |
| 1   | Denemarken  | 3   | 3 | 0 | 0 | 9   | 7  | 1  | +6  | Geplaatst voor eliteronde |   | —   | 1–0 | 2–0 | 4–1 |
| 2   | Zwitserland | 3   | 2 | 0 | 1 | 6   | 8  | 2  | +6  | Geplaatst voor eliteronde |   | —   | —   | 3–1 | 5–0 |
| 3   | Bulgarije   | 3   | 1 | 0 | 2 | 3   | 4  | 6  | −2  |                           |   | —   | —   | —   | 3–1 |
| 4   | Estland     | 3   | 0 | 0 | 3 | 0   | 2  | 12 | −10 |                           | — | —   | —   | —   |     |

### Groep 7
De wedstrijden werden gespeeld tussen 10 november en 14 november in Cyprus.
| Pos | Team                  | Wed | W | G | V | Ptn | DV | DT | +/− | Kwalificatie              |   | CYP | NOR | MLT | BIH |
| --- | --------------------- | --- | - | - | - | --- | -- | -- | --- | ------------------------- | - | --- | --- | --- | --- |
| 1   | Cyprus                | 3   | 3 | 0 | 0 | 9   | 6  | 1  | +5  | Geplaatst voor eliteronde |   | —   | 1–0 | 2–0 | 3–1 |
| 2   | Noorwegen             | 3   | 2 | 0 | 1 | 6   | 8  | 3  | +5  | Geplaatst voor eliteronde |   | —   | —   | 2–0 | 6–2 |
| 3   | Malta                 | 3   | 0 | 1 | 2 | 1   | 2  | 6  | −4  |                           |   | —   | —   | —   | 2–2 |
| 4   | Bosnië en Herzegovina | 3   | 0 | 1 | 2 | 1   | 5  | 11 | −6  |                           | — | —   | —   | —   |     |

### Groep 8
De wedstrijden werden gespeeld tussen 22 oktober en 26 oktober in Georgië.
| Pos | Team     | Wed | W | G | V | Ptn | DV | DT | +/− | Kwalificatie              |   | GEO | BEL | UKR | FAR |
| --- | -------- | --- | - | - | - | --- | -- | -- | --- | ------------------------- | - | --- | --- | --- | --- |
| 1   | Georgië  | 3   | 2 | 0 | 1 | 6   | 4  | 1  | +3  | Geplaatst voor eliteronde |   | —   | 0–1 | 2–0 | 2–0 |
| 2   | België   | 3   | 2 | 0 | 1 | 6   | 4  | 2  | +2  | Geplaatst voor eliteronde |   | —   | —   | 1–2 | 2–0 |
| 3   | Oekraïne | 3   | 2 | 0 | 1 | 6   | 8  | 3  | +5  |                           |   | —   | —   | —   | 6–0 |
| 4   | Faeröer  | 3   | 0 | 0 | 3 | 0   | 0  | 10 | −10 |                           | — | —   | —   | —   |     |

### Groep 9
De wedstrijden werden gespeeld tussen 4 september en 8 september in Rusland.
| Pos | Team      | Wed | W | G | V | Ptn | DV | DT | +/− | Kwalificatie              |   | FRA | RUS | LUX | ALB |
| --- | --------- | --- | - | - | - | --- | -- | -- | --- | ------------------------- | - | --- | --- | --- | --- |
| 1   | Frankrijk | 3   | 3 | 0 | 0 | 9   | 14 | 0  | +14 | Geplaatst voor eliteronde |   | —   | 1–0 | 4–0 | 9–0 |
| 2   | Rusland   | 3   | 2 | 0 | 1 | 6   | 8  | 1  | +7  | Geplaatst voor eliteronde |   | —   | —   | 3–0 | 5–0 |
| 3   | Luxemburg | 3   | 1 | 0 | 2 | 3   | 2  | 8  | −6  |                           |   | —   | —   | —   | 2–1 |
| 4   | Albanië   | 3   | 0 | 0 | 3 | 0   | 1  | 16 | −15 |                           | — | —   | —   | —   |     |

### Groep 10
De wedstrijden werden gespeeld tussen 21 oktober en 25 oktober in Slovenië.
| Pos | Team        | Wed | W | G | V | Ptn | DV | DT | +/− | Kwalificatie              |   | SLO | YUG | SCO | ISL |
| --- | ----------- | --- | - | - | - | --- | -- | -- | --- | ------------------------- | - | --- | --- | --- | --- |
| 1   | Slovenië    | 3   | 2 | 0 | 1 | 6   | 7  | 4  | +3  | Geplaatst voor eliteronde |   | —   | 4–1 | 1–2 | 2–1 |
| 2   | Joegoslavië | 3   | 2 | 0 | 1 | 6   | 8  | 6  | +2  | Geplaatst voor eliteronde |   | —   | —   | 4–1 | 3–1 |
| 3   | Schotland   | 3   | 2 | 0 | 1 | 6   | 5  | 6  | −1  |                           |   | —   | —   | —   | 2–1 |
| 4   | IJsland     | 3   | 0 | 0 | 3 | 0   | 3  | 7  | −4  |                           | — | —   | —   | —   |     |

### Groep 11
De wedstrijden werden gespeeld tussen 16 november en 20 november in Noord-Ierland.
| Pos | Team          | Wed | W | G | V | Ptn | DV | DT | +/− | Kwalificatie              |   | HUN | NIR | WAL | AND |
| --- | ------------- | --- | - | - | - | --- | -- | -- | --- | ------------------------- | - | --- | --- | --- | --- |
| 1   | Hongarije     | 3   | 3 | 0 | 0 | 9   | 11 | 1  | +10 | Geplaatst voor eliteronde |   | —   | 2–1 | 5–0 | 4–0 |
| 2   | Noord-Ierland | 3   | 2 | 0 | 1 | 6   | 9  | 2  | +7  | Geplaatst voor eliteronde |   | —   | —   | 4–0 | 4–0 |
| 3   | Wales         | 3   | 1 | 0 | 2 | 3   | 2  | 9  | −7  |                           |   | —   | —   | —   | 2–0 |
| 4   | Andorra       | 3   | 0 | 0 | 3 | 0   | 0  | 10 | −10 |                           | — | —   | —   | —   |     |

## Eliteronde

### Groep 1
De wedstrijden werden gespeeld tussen 19 mei en 23 mei in Duitsland.
| Pos | Team      | Wed | W | G | V | Ptn | DV | DT | +/− | Kwalificatie                     |   | CZE | BEL | GER | SVK |
| --- | --------- | --- | - | - | - | --- | -- | -- | --- | -------------------------------- | - | --- | --- | --- | --- |
| 1   | Tsjechië  | 3   | 2 | 1 | 0 | 7   | 3  | 1  | +2  | Geplaatst voor het hoofdtoernooi |   | —   | 0–0 | 2–1 | 1–0 |
| 2   | België    | 3   | 1 | 2 | 0 | 5   | 3  | 2  | +1  |                                  |   | —   | —   | 2–2 | 1–0 |
| 3   | Duitsland | 3   | 1 | 1 | 1 | 4   | 11 | 8  | +3  |                                  | — | —   | —   | 8–4 |     |
| 4   | Slowakije | 3   | 0 | 0 | 3 | 0   | 4  | 10 | −6  |                                  | — | —   | —   | —   |     |

### Groep 2
De wedstrijden werden gespeeld tussen 29 maart en 2 april in Frankrijk.
| Pos | Team      | Wed | W | G | V | Ptn | DV | DT | +/− | Kwalificatie                     |   | FRA | ESP | ISR | POL |
| --- | --------- | --- | - | - | - | --- | -- | -- | --- | -------------------------------- | - | --- | --- | --- | --- |
| 1   | Frankrijk | 3   | 2 | 1 | 0 | 7   | 5  | 1  | +4  | Geplaatst voor het hoofdtoernooi |   | —   | 0–0 | 4–1 | 1–0 |
| 2   | Spanje    | 3   | 1 | 1 | 1 | 4   | 3  | 2  | +1  |                                  |   | —   | —   | 2–0 | 1–2 |
| 3   | Israël    | 3   | 1 | 0 | 2 | 3   | 5  | 6  | −1  |                                  | — | —   | —   | 4–0 |     |
| 4   | Polen     | 3   | 1 | 0 | 2 | 3   | 2  | 6  | −4  |                                  | — | —   | —   | —   |     |

### Groep 3
De wedstrijden werden gespeeld tussen 29 maart en 2 april in Portugal.
| Pos | Team       | Wed | W | G | V | Ptn | DV | DT | +/− | Kwalificatie                     |   | POR | RUS | DEN | SWE |
| --- | ---------- | --- | - | - | - | --- | -- | -- | --- | -------------------------------- | - | --- | --- | --- | --- |
| 1   | Portugal   | 3   | 2 | 1 | 0 | 7   | 7  | 2  | +5  | Geplaatst voor het hoofdtoernooi |   | —   | 0–0 | 3–1 | 4–1 |
| 2   | Rusland    | 3   | 2 | 1 | 0 | 7   | 5  | 2  | +3  |                                  |   | —   | —   | 3–1 | 2–1 |
| 3   | Denemarken | 3   | 1 | 0 | 2 | 3   | 5  | 7  | −2  |                                  | — | —   | —   | 3–1 |     |
| 4   | Zweden     | 3   | 0 | 0 | 3 | 0   | 3  | 9  | −6  |                                  | — | —   | —   | —   |     |

### Groep 4
De wedstrijden werden gespeeld tussen 19 mei en 23 mei in Ierland.
| Pos | Team        | Wed | W | G | V | Ptn | DV | DT | +/− | Kwalificatie                     |   | ENG | IRL | SLO | SUI |
| --- | ----------- | --- | - | - | - | --- | -- | -- | --- | -------------------------------- | - | --- | --- | --- | --- |
| 1   | Engeland    | 3   | 3 | 0 | 0 | 9   | 5  | 0  | +5  | Geplaatst voor het hoofdtoernooi |   | —   | 1–0 | 3–0 | 1–0 |
| 2   | Ierland     | 3   | 2 | 0 | 1 | 6   | 5  | 3  | +2  |                                  |   | —   | —   | 2–0 | 3–2 |
| 3   | Slovenië    | 3   | 1 | 0 | 2 | 3   | 2  | 6  | −4  |                                  | — | —   | —   | 2–1 |     |
| 4   | Zwitserland | 3   | 0 | 0 | 3 | 0   | 3  | 6  | −3  |                                  | — | —   | —   | —   |     |

### Groep 5
De wedstrijden werden gespeeld tussen 11 mei en 15 mei in Oostenrijk.
| Pos | Team                 | Wed | W | G | V | Ptn | DV | DT | +/− | Kwalificatie                     |   | AUT | SCG | MKD | CYP |
| --- | -------------------- | --- | - | - | - | --- | -- | -- | --- | -------------------------------- | - | --- | --- | --- | --- |
| 1   | Oostenrijk           | 3   | 3 | 0 | 0 | 9   | 9  | 1  | +8  | Geplaatst voor het hoofdtoernooi |   | —   | 2–0 | 3–1 | 4–0 |
| 2   | Servië en Montenegro | 3   | 2 | 0 | 1 | 6   | 10 | 3  | +7  |                                  |   | —   | —   | 5–0 | 5–1 |
| 3   | Noord-Macedonië      | 3   | 0 | 1 | 2 | 1   | 2  | 9  | −7  |                                  | — | —   | —   | 1–1 |     |
| 4   | Cyprus               | 3   | 0 | 1 | 2 | 1   | 2  | 10 | −8  |                                  | — | —   | —   | —   |     |

### Groep 6
De wedstrijden werden gespeeld tussen 2 mei en 6 mei in Hongarije.
| Pos | Team        | Wed | W | G | V | Ptn | DV | DT | +/− | Kwalificatie                     |   | NOR | HUN | NED | GRE |
| --- | ----------- | --- | - | - | - | --- | -- | -- | --- | -------------------------------- | - | --- | --- | --- | --- |
| 1   | Noorwegen   | 3   | 2 | 1 | 0 | 7   | 4  | 2  | +2  | Geplaatst voor het hoofdtoernooi |   | —   | 2–1 | 1–1 | 1–0 |
| 2   | Hongarije   | 3   | 2 | 0 | 1 | 6   | 8  | 5  | +3  |                                  |   | —   | —   | 3–1 | 4–2 |
| 3   | Nederland   | 3   | 0 | 2 | 1 | 2   | 3  | 5  | −2  |                                  | — | —   | —   | 1–1 |     |
| 4   | Griekenland | 3   | 0 | 1 | 2 | 1   | 3  | 6  | −3  |                                  | — | —   | —   | —   |     |

### Groep 7
De wedstrijden werden gespeeld tussen 2 mei en 6 mei in Italië.
| Pos | Team          | Wed | W | G | V | Ptn | DV | DT | +/− | Kwalificatie                     |   | ITA | GEO | LAT | NIR |
| --- | ------------- | --- | - | - | - | --- | -- | -- | --- | -------------------------------- | - | --- | --- | --- | --- |
| 1   | Italië        | 3   | 3 | 0 | 0 | 9   | 9  | 2  | +7  | Geplaatst voor het hoofdtoernooi |   | —   | 3–1 | 4–1 | 2–0 |
| 2   | Georgië       | 3   | 1 | 1 | 1 | 4   | 4  | 4  | 0   |                                  |   | —   | —   | 2–0 | 1–1 |
| 3   | Letland       | 3   | 1 | 0 | 2 | 3   | 2  | 6  | −4  |                                  | — | —   | —   | 1–0 |     |
| 4   | Noord-Ierland | 3   | 0 | 1 | 2 | 1   | 1  | 4  | −3  |                                  | — | —   | —   | —   |     |